# Ptomaphagus thebeatles
Ptomaphagus thebeatles — вид жуків родини лейодідів (Leiodidae). Описаний у 2020 році.

## Відкриття
Два жуки були знайдені в Амстердамі в парку Вондела у 2019 році ентомологами-любителями під час ентомологічної прогулянки. На їх основі у червні 2020 року описано новий вид жуків. Вид назвали на честь британського музичного гурту The Beatles. Автори таксону пояснили, що жук був виявлений в тому районі парку Вондела, який знаходиться поблизу готелю «Hilton», де з 25 березня по 31 березня 1969 року Джон Леннон і Йоко Оно влаштовували «постільний» протест проти війни у В'єтнамі.

## Поширення
P. thebeatles трапляється по всій Південній Європі від Кавказу до Піренейського півострова. Те, що вид виявлений у Нідерландах, є наслідком антропогенних факторів. Він завжди залишався поза увагою і зазвичай трактувався як P. sericatus.

## Опис
Дрібний жук, завдовжки 2,4–3,2 мм. Тіло довгоовальної форми. Передньоспинка рівна або трохи ширша надкрил. Надкрила звужуються апікально, найбільша їх ширина становить приблизно одну шосту від основи. Передньоспинка темно-коричнева, надкрила часто трохи яскравішого червонувато-коричневого забарвлення. Очі відносно маленькі.